# Mistrzostwa Wspólnoty Niepodległych Państw w skokach narciarskich
Mistrzostwa WNP w skokach narciarskich – zawody wyłaniające najlepszych zawodników uprawiających skoki narciarskie w WNP.
Impreza odbywała się w latach 1992–1993.

## Mistrzostwa WNP

### Mężczyźni, skocznia normalna
| Data | Miejsce        | Złoty medal         | Srebrny medal  | Brązowy medal       | Źr.   |
| ---- | -------------- | ------------------- | -------------- | ------------------- | ----- |
| 1992 | Niżny Nowogród | Andriej Wierwiejkin | Dionis Wodniew | Michaił Jesin       | [ 1 ] |
| 1993 |                | Dionis Wodniew      | Michaił Jesin  | Andriej Wierwiejkin | [ 1 ] |

### Mężczyźni, skocznia duża
| Data | Miejsce        | Złoty medal   | Srebrny medal       | Brązowy medal       | Źr.   |
| ---- | -------------- | ------------- | ------------------- | ------------------- | ----- |
| 1992 | Niżny Nowogród | Michaił Jesin | Walerij Karietnikow | Dmitrij Czełowienko | [ 1 ] |
| 1993 |                | Michaił Jesin | Siergiej Michiejew  | Walerij Karietnikow | [ 1 ] |

## Letnie mistrzostwa WNP

### Mężczyźni, indywidualnie
| Data | Miejsce               | Złoty medal           | Srebrny medal         | Brązowy medal         | Źr.   |
| ---- | --------------------- | --------------------- | --------------------- | --------------------- | ----- |
| 1992 | Zawodów nie rozegrano | Zawodów nie rozegrano | Zawodów nie rozegrano | Zawodów nie rozegrano | [ 1 ] |
| 1993 | Niżny Nowogród        | Michaił Jesin         | Dmitrij Czełowienko   | Andriej Zagriażski    | [ 1 ] |